# Келлер, Марта
Марта Келлер (нем. Marthe Keller, род. 28 января 1945) — швейцарская актриса.

## Биография
Родилась 28 января 1945 года в Базеле, Швейцария. С восьми лет училась в балетной школе, но прервала обучение из-за травмы. В шестнадцать лет она стала танцовщицей в Базельском театре, а затем продолжила обучение танцевальному мастерству в Мюнхене. В 1964 году состоялся актёрский дебют Келлер на телевидении, а с 1967 года стала сниматься на большом экране.
За роль в картине «Марафонец» (1976) Келлер была номинирована на премию «Золотой глобус».
Актриса была замужем за французским кинорежиссёром Филиппом де Брока, от которого в 1971 году родила сына.

## Избранная фильмография
| Год  | Название                 | Оригинальное название          | Роль                    |
| ---- | ------------------------ | ------------------------------ | ----------------------- |
| 1974 | Ответ знает только ветер | Die Antwort kennt nur der Wind | Анжела Дельпьер         |
| 1976 | Марафонец                | Marathon Man                   | Эльза Опель             |
| 1977 | Жизнь взаймы             | Bobby Deerfield                | Лилиан                  |
| 1978 | Федора                   | Fedora                         | Федора                  |
| 1980 | Формула                  | The Formula                    | Лиза Спанжлер           |
| 1981 | Дилетант                 | The Amateur                    | Элизабет                |
| 1985 | Джоан Луй                | Joan Lui                       | Джуди Джонсон           |
| 1987 | Очи чёрные               | Очи чёрные                     | Тина, подруга Романо    |
| 1991 | Молодая Екатерина        | Young Catherine                | Иоганна, мать Екатерины |
| 2007 | Крисалис                 | Chrysalis                      | профессор Брюген        |
| 2010 | Потустороннее            | Hereafter                      | доктор Руссо            |
| 2011 | Мой лучший враг          | Mein bester Feind              | Анна Кауфманн           |
| 2016 | Семейный бюджет          | L'économie du couple           | Кристин                 |
| 2022 | Все любят Жанну          | Tout le monde aime Jeanne      | Клаудиа                 |